# Mijáilivka (Vasilivka)
Mijáilivka (en ucraniano: Михайлівка, romanizado: Myjailivka; en ruso: Михайловка, romanizado: Mijáilovka) es una ciudad ucraniana perteneciente al óblast de Zaporiyia. Situada en el sur del país, forma parte del raión de Vasilivka y es centro del municipio (hromada) de Mijáilivka.
La ciudad está ocupada por Rusia desde marzo de 2022 en el marco de la invasión rusa de Ucrania de 2022.

## Geografía
La ciudad está situada a 77 km al sur de Zaporiyia.

## Historia
El lugar fue mencionado por primera vez en 1810, cuando la comunidad de Mijáilivka compró una iglesia de madera. Se cree que recibió su nombre en honor a uno de los primeros pobladores, un rico campesino cosaco procedente de Poltava, Mijailo Chudnovski.
Mijáilivka formó parte del uyezd de Melitópol en el gobiernación de Táurida. Se compone de varias granjas y jútores de campesinos que vinieron de las partes central y sur del Imperio ruso. En 1874, con la finalización de la construcción del ferrocarril de Zaporiyia a Sebastopol, se construyó una estación de ferrocarril en Prishib, cerca de Mijáilivka.
A partir de 1915, Mijáilivka se convierte en un gran centro comercial, con alrededor de cien empresas. En 1918, Mijáilivka pasó a formar parte de la República Popular de Ucrania antes de formar parte de la URSS.
Mijáilivka tiene el estatus de asentamiento de tipo urbano desde 1965.
Hasta el 18 de julio de 2020, Mijáilivka fue centro del raión de Mijáilivka. El raión fue abolido en julio de 2020 como parte de la reforma administrativa de Ucrania, que redujo el número de raiones del óblast de Zaporiyia a cinco. El territorio del raión de Mijáilivka se fusionó con el raión de Vasílivka.
Durante las primeras semanas de la invasión rusa de Ucrania de 2022, las tropas rusas entraron y tomaron Mijáilivka tras haber negociado con el alcalde del ayuntamiento, Volodímir Rikun, por lo que la fiscalía ucraniana le investiga por traición. Más tarde, la gente salió a protestar por esto y plantó una bandera ucraniana en la plaza del pueblo. El nuevo administrador local, Iván Sushka, fue también investigado por las autoridades ucranianas pero murió en un atentado organizado por partisanos.

## Demografía
La evolución de la población de Mijáilivka entre 1886 y 2022 fue la siguiente:
| 9160                                                          | 14 023 | 12 068 | 15 265 | 15 077 | 13 726 | 12 520 | 11 949 | 11 530 |
| (Fuente: Cities & Towns of Ukraine y UKRAINE: Größere Städte) |        |        |        |        |        |        |        |        |

Según el censo de 2001, la lengua materna de la mayoría de los habitantes, el 76,40%, es el ucraniano; del 22,22% es el ruso.

## Economía
La principal actividad económica de la ciudad es la minería del hierro. Sus yacimientos tienen una cantidad de hierro de hasta el 68%, únicos de su tipo en Europa y sólo comparables con algunos encontrados en Argentina y Brasil.

## Infraestructura

### Transporte
Por el Mijáilivka pasan las carreteras T0810 y T0818 de importancia territorial. La estación de trenes más cercana está en Prishib, a 7 km de distancia.

## Personas ilustres
- Saúl Chernijovski (1875-1943): escritor, poeta y traductor judío de nacionalidad rusa, considerado uno de los mejores poetas en hebreo.